# Grazia Deledda
Grazia Deledda (født 27. september 1871 i Nuoro på Sardinien, død 15. august 1936 i Rom) var en italiensk forfatter. Grazia Deledda fik Nobelprisen i litteratur i 1926.
Det Svenske Akademi gav følgende begrundelse for tildelingen: "For hendes af høj idealitet bårne forfatterskab, som med plastisk anskuelighed har skildret livet på hendes fædres ø og med dybde og varme behandlet alment menneskelige problemer". Hendes forfatterskab foregår således fortrinsvis blandt hyrder og bønder i Barbagias bjerge på Sardinien. 
I Nuoro på Sardinien er huset, hvor Grazia Deledda blev født og boede, til hun flyttede til Rom i 1899, indrettet til museum. I den lille kirke, Chiesetta della Solitudine, i udkanten af byen findes hendes grav.
Følgende bøger af Grazia Deledda er oversat til dansk:
- Efter skilsmisse, 1912, roman
- Ærlige sjæle, 1927, roman
- De levendes Gud, 1928, roman
- Den åbne dør, 1976, noveller, redigeret af Maria Giacobbe